# Меморіал Джефферсона
Меморіал Дже́фферсона (англ. Jefferson Memorial) — президентський меморіал в м. Вашингтон, США на честь одного з «батьків-засновників» Сполучених Штатів Америки та 3-го президента цієї країни Томаса Джефферсона. Споруду меморіалу в неокласичному стилі спроєктував архітектор Джон Рассел Поп, а побудував Джон Макшейн. Спорудження почалося в 1939-му і завершилося в 1943-му, а бронзова статуя Джефферсона була встановлена в меморіалі у 1947 р.

## Концепція
Місце, де розташовано меморіал, було створено штучно наприкінці 19 століття внаслідок намиву піску і землі з дна річки Потомак. Тоді це було популярне місце купання вашингтонців. Згодом стало зрозуміло, що ця місцина чудово підходить для якогось меморіалу, адже розташована прямо на південь від Білого дому.
У 1901 сенатська комісія на чолі з архітектором МакМілланом запропонувала розмістити там пантеон зі статуями визначних людей нації. Але Конгрес США лишив цю ідею без розгляду.
У 1925 для будівництва на цьому місці меморіалу Теодору Рузвельту було організовано конкурс дизайнерських проєктів, на якому переміг Джон Рассел Поп з ідеєю півкола на круглому фундаменті. Проте Конгрес США не схвалив фінансування монумента й він ніколи не з'явився.
За іронією долі сам Президент Теодор Рузвельт, який захоплювався постаттю Джефферсона, у 1934 переконав Американську комісію мистецтв в необхідності зведення меморіалу Джефферсону в рамках плану забудови району «федерального трикутника» між Національною алеєю та Пенсильванія-Авеню. Цю ідею гаряче підтримав конгресмен Джон Бойлан, який домігся згоди Конгресу США на створення комісії з побудови меморіалу Джефферсона (яку сам і очолив), та виділення на ці цілі $3 млн доларів.
У 1935 комісія обрала архітектором майбутнього меморіалу Джона Рассела Попа. Як досвідчений в плануванні столичної забудови й автор знаменитої будівлі Національного архіву та не менш знаменитої західної будівлі Національної галереї мистецтв, він запропонував на вибір 4 проєкти — кожен в різних місцях. Меморіал пропонувалося звести на березі річки Анакостія або в парку Лінкольна, або на південному кінці Національної алеї чи прямо на південь від Білого дому. Комісія схилилася до останнього варіанту, адже таким чином ставала довершеною сама Національна алея в планах проєкту МакМіллана: перехресні прямі лінії від Капітолія до Меморіалу Лінкольна та від Білого Дому до майбутнього Меморіалу Джефферсона, а на перехресті — Монумент Вашингтона. Діставши схвалення, архітектор Поп спроєктував велику структуру у вигляді пантеону, яка розташована на круглому фундаменті в оточенні двох менших округлих будинків із колонадами.